# Combat du bois des Oliviers (1840)
Conquête de l'Algérie par la France
Le combat du bois des Oliviers, qui eut lieu le 20 mai 1840, est un combat qui opposa des troupes françaises à celles d'Abd el-Kader, lors de l'expédition de Médéa durant la conquête de l'Algérie par la France.

## Préambule
Après avoir pris et occupé Médéa, les troupes françaises, après avoir laissé une garnison, retournent dans leurs campements situés dans la plaine. Lors du retour ils sont attaqués par les troupes par les troupes d'Abd el-Kader.

## Le combat
Les troupes françaises quittent Médéa vers 9 h du matin. Le 17e léger ferme la marche.
Toute la cavalerie arabe attend les troupes françaises sur la route de Miliana. Elle reste en place et laisse passer devant elle sans bouger les troupes françaises qui entrent sans encombre dans le bois des Oliviers.
Mais quand l'arrière-garde se trouve seule de l'autre côté du passage étroit qui mène, entre deux ravins, à la naissance du bois, les Arabes chargent avec beaucoup de vigueur. Le colonel Bedeau, commandant le 17e léger, manœuvre afin d'occuper successivement toutes les crêtes, en échelonnant ses compagnies et en ménageant des embuscades avant de serrer sur le convoi dans le bois des Oliviers.
La tête de colonne française, après avoir passé le long défilé et les deux ravins, arrive sur les positions qui avoisinent le col de Mouzaïa. À l'arrière de la colonne, la fusillade commence à être très vive, en raison de la présence de plusieurs des bataillons réguliers d'Abd el-Kader, qui manœuvrent alors pour menacer l'arrière-garde française.  
Le maréchal Bertrand Clauzel fait placer les troupes du duc d'Orléans, avec le 2e léger, à droite de la route regardant Médéa, le bataillon de tirailleurs étant à gauche. Le colonel Lamoricière, avec son dernier bataillon et quelques compagnies du 2e léger, également à gauche, mais un peu en avant sur les crêtes, pour empêcher de tourner le col de Mouzaïa. Le 2e bataillon des zouaves est placé plus bas pour protéger la retraite. 
Les Arabes arrivent de tous côtés à la course. Le 17e léger soutient tout l'effort de l'attaque. Il est chargé avec un grand acharnement dans le bois des Oliviers. Une compagnie de voltigeurs se voit en un moment environnée par plus de six cents cavaliers. Dans cette longue lutte d'une poignée d'hommes contre des centaines, les Français perdent beaucoup de monde, mais pas un blessé n'est abandonné. Le cheval du colonel Bedeau ayant été tué, celui-ci continue, à pied, en boitant encore de sa blessure reçue lors du combat de l'Oued Nador, le visage inondé de sang par celle qu'il vient de recevoir, appuyé sur le fusil d'un de ses soldats mort dans l'action, le commandement de son régiment. Le 17e léger est exténué.
Le 15e léger et le 48e de ligne aident le 17e à rejoindre le gros des forces. Cependant, à court de cartouches, ils doivent aussi passer le fameux ravin, mais lorsque le commandant Renaud démasque, avec ses zouaves, leur feu, et leur position, en altitude, arrête l'ennemi. Ravitaillé en poudre, les 17e et 15e léger et le 48e de ligne, accompagnés des zouaves disputent pied à pied le terrain, le ravin, sur un sentier étroit. Le commandant Renaud ramène son monde, mais avec une troupe décimée.
À peine les derniers soldats français ont-ils passé le ravin que les Arabes s'y élancent derrière eux. Et, malgré le feu qui part de tous les points de l'amphithéâtre formé par les troupes françaises, ils le traversent à la course. Les spahis rouges d'Abd el-Kader, les gens à burnous noirs de la province d'Oran, tout ce qu’il y a de braves dans cette cavalerie met pied à terre pour soutenir les réguliers et prendre part à cette lutte acharnée.
Les 2 camps se fusillent pendant près d'une heure d'assez près et sans bouger.
La fusillade continue lorsque, subitement, vers cinq heures, les troupes d'Abd el-Kader repassent le ravin à toute vitesse, emportant bon nombre de morts et de blessés. Après cela, leurs tambours battent la retraite, et ils exécutent leur mouvement avec assez d'ordre. Les troupes françaises restent en position jusqu'au coucher du soleil.